# Lithophane lignicosta
Lithophane lignicosta är en fjärilsart som beskrevs av John G. Franclemont 1942. Lithophane lignicosta ingår i släktet Lithophane och familjen nattflyn. Inga underarter finns listade i Catalogue of Life.